# Британски добровољачки корпус
Британски добровољачки корпус је био јединица Вафен-СС током Другог светског рата коју су чинили британски и доминионски ратни заробљеници које су регрутовали нацисти. Јединица је првобитно било позната под именом Легија светог Ђорђа. Истрага коју је спровео британски новинар Адријан Вил је идентификовала око 59 особа који су у неком тренутку припадали овој јединици, неки само неколико дана. Ни у једном тренутку јединица није имала више од 27 војника, што је било мање од тадашњег немачког вода.
Регрутовање за корпус је вршено у немачким логорима за ратне заробљенике. Леци су дељени по логорима 1944. а јединица је поменута и у часопису Camp, званичим новинама за ратне заробљенике објављиваним у Берлину. Јединица је рекламирана као „добровољачка јединица, коју су осмислили и основали британски грађани из свих делова империје који су узели оружје и задужили своје животе у заједничкој европској борби против совјетске Русије”. Покушај регрутовања ратних заробљеника наследио је због страха од Совјета; Немци су били жртве своје пропаганде и веровали су да су њихови непријатељи подједнако забринути због Совјета као и они сами. У једном логору у Холандији, ратним заробљеницима су дељене цигарете, воће и друге поклони и приморавани су да слушају нацистичке официре задужене за пропаганду који су причали о добрим стварима који Немци раде у Европи и позвали их да им се придруже у борби против стварног непријатеља, Совјетског Савеза.
Једна од особа које је покушала да регрутује војнике био је Џон Ејмери, син тадашњег британског државног секретара за Индију, Леополда Ејмерија. Осуђен је на смрт и обешен након што се изјаснио кривим за велеиздају.